# Бил Клинтон
Вилијам Џеферсон Клинтон (енгл. William Jefferson Clinton; Хоуп, 19. август 1946) бивши је амерички политичар. Клинтон је био четрдесет други председник Сједињених Америчких Држава 1992. и поново 1996. као кандидат Демократске странке. Први је амерички председник који је рођен након Другог светског рата. Претходно је био гувернер Арканзаса. Када је постао председник имао је 46 година, што га чини, након Т. Рузвелта и Џона Ф. Кенедија, најмлађим америчким председником. Као члан Демократске странке и дугогодишњи гувернер Арканзаса Бил Клинтон је након 12 година републиканске администрације постао предсједник Сједињених Држава. Након преузимања власти обећао је да ће промијенити политику сопствене странке. Удио у његовој побједи имао је програм опоравка националне економије која је посрнула за вријеме док је Џорџ Х. В. Буш био предсједник Сједињених Држава. Током Клинтоновог председништва дошло је до Рата на Косову и  НАТО бомбардовања Југославије које је извршено без претходног одобрења Савета безбедности УН.
Клинтон је рођен и одрастао у Аркансасу, и похађао је Универзитет у Џорџтауну, Универзитетски колеџ Оксфорд и Правну школу Јејл. На Јејлу је упознао Хилари Родам и они су ступили у брак 1975.
Након дипломирања на правном факултету, Клинтон се вратио у Аркансас и победио је на избору за државног тужиоца Арканзаса, и служио је на тој функцији од 1977 до 1979. Касније је био гувернер Арканзаса. Као гувернер, он је преобразио државни образовни систем и био председавајући Националног удружења гувернера. Клинтон је изабран за председника 1992. године, победивши тадашњег републиканског противника Џорџа Х. В. Буша. Клинтон је председавао најдужим периодом мирнодопске економске експанзије у америчкој историји. Он је потписао у закон Северноамерички споразум о слободној трговини, али није успео да спроведе у дело свој план за националну реформу здравствене заштите. На изборима 1994. Републиканска странка је први пут у 40 година добила јединствену контролу над Конгресом. Године 1996, Клинтон је постао први демократа од времена Франклина Д. Рузвелта који је изабран у други пуни мандат. Он је спровео реформу социјалне заштите и Државни програм здравственог осигурања деце, као и мере финансијске дерегулације. Током последње три године Клинтоновог председништва, Конгресна буџетска канцеларија је известила о буџетском суфициту - првом таквом суфициту од 1969. године.
У спољној политици Клинтон је наредио америчку војну интервенцију у Босанском и Косовском рату, потписао је Закон о ослобађању Ирака насупрот Садаму Хусеину, учествовао је на Самиту у кампу Дејвид 2000. да би унапредио израелско-палестински мировни процес и помогао мировни процес Северне Ирске. Његов мандат је запамћен због покушаја опозива у вези са сексуалном афером са младом активисткињом Моником Луински. Године 1998, Клинтон је опозван од стране Представничког дома, постајући други амерички председник који је опозван, након Ендруа Џонсона. Опозив се заснивао на оптужбама да је Клинтон починио кривоклетство и ометање судског поступка у сврху прикривања своје афере са Моником Левински, 22-годишњом стажисткињом у Белој кући. Сенат га је ослободио и он је завршио је свој мандат.

## Детињство, младост и каријера
Клинтон је рођен као Вилијам Џеферсон Блајд III, 19. августа 1946. године у болници Џулија Честер у граду Хоуп, Аркансас. Он је син Вилијама Џеферсона Блајда млађег - путујућег продавца који је у аутомобилској несрећи преминуо три месеца пре његовог рођења, и Вирџиније Дел Касиди (касније Виргиније Кели). Његови родитељи су се венчали 4. септембра 1943, али касније се показало да је тај брак бигамијски, будући да је Блајд још увек био ожењен његовом трећом женом. Вирџинија је отпутовала у Њу Орлеанс да би студирала да постане медицинска сестра убрзо након што се Бил родио, оставивши га у Хоупу са својим родитељима Елдриџом и Едит Касиди, који су поседовали и водили малу продавницу. У време када су јужне државе САД биле расно сегрегиране, Клинтонови баба и деда су робу продавали на кредит људима свих раса. Године 1950, Билова мајка се вратила из школе за медицинске сестре и удала се за Роџера Клинтона старијег, који је био сувласник центра за продају аутомобила у Хот Спрингсу у Арканзасу, са својим братом и Ерлом Т. Риком. Породица се преселила у Хот Спрингс 1950. године.

## Године факултета и права

### Универзитет Џорџтаун
Уз помоћ стипендија, Клинтон је похађао Школу за дипломатску службу на Универзитету Џорџтаун у Вашингтону, где је 1968. године стекао диплому дипломираних наука у дипломатској служби. Џорџтаун је била једина школа где се Клинтон пријавио.
1964. и 1965. Клинтон је победио на изборима за председника разреда. Од 1964. до 1967. био је приправник, а затим и службеник у канцеларији сенатора из Арканзаса Ј. Вилијама Фулбрајта. Док је био на колеџу, постао је брат службеног братства Алфа Фи Омега и био је изабран у Фи Бета Капа. Клинтон је такође био члан Реда ДеМолеја, омладинске групе повезане са масонством, али никада није постао масон. Он је члан почасног братства бендова Капа Капа Пси.

### Оксфорд
Након што је 1968. дипломирао у Џорџтауну, Клинтон је добио Родос стипендију за Универзитетски колеџ у Оксфорду, где је у почетку читао за Б. Фил. у филозофији, политици и економији, али је пребачен на Б. Лит. у политици и, на крају, дипломирани фил. у политици. Клинтон није очекивао да ће се вратити другу годину због плана и зато је променио програме; ова врста активности била је уобичајена међу другим научницима са Родоса из његове кохорте. Добио је понуду да студира на Правном факултету Јејла на Универзитету Јејл, па је отишао рано да би се вратио у Сједињене Државе и није добио диплому на Оксфорду. Током свог боравка у Оксфорду, Клинтон се спријатељио са америчким Роудсовим научником Френком Алером. Године 1969. Алер је добио нацрт писма којим је наложено ангажовање у Вијетнамском рату. Алерово самоубиство 1971. године имало је утицај на Клинтона. Британска списатељица и феминисткиња Сара Мејтленд рекла је за Клинтона: „Сећам се да су ме Бил и Френк Алер водили у паб у улици Волтон у летњем термину 1969. и разговарали са мном о Вијетнамском рату. Нисам знала ништа о томе, а када је Френк почео да бих описао бомбардовање цивила напалм бомбама цивила, почела сам да плачем. Бил је рекао да лоше осећање није довољно добро. Тада сам се први пут сусрела са идејом да либерална осетљивост није довољна и да морате нешто да урадите у вези са таквим стварима". Клинтон је био члан кошаркашког клуба Универзитета Оксфорд, а такође је играо за рагби тим Универзитета Оксфорд. Док је Клинтон био председник 1994. године, добио је почасну диплому и стипендију Универзитета у Оксфорду, посебно зато што је био „достојан и неуморни шампион за светски мир“, што је имао „моћног сарадника у својој жени“ и за освојивши „општи аплауз за свој успех у решавању застоја који је спречио договорени буџет“.

## Гувернер Арканзаса (1979–1981, 1983–1992)
1978. године, Клинтон је ушао на губернаторске предизборе у Арканзасу. Са само 31 годином, био је један од најмлађих кандидата за гувернера у историји државе. Клинтон је 1978. године изабрана за гувернера Арканзаса, победивши републиканског кандидата Лин Лоу, фармера из Тексаркане. Клинтон је имао само 32 године када је преузео дужност, најмлађи гувернер у земљи у то време и други најмлађи гувернер у историји Арканзаса. Због свог младалачког изгледа, Клинтона су често називали „дечаком гувернером”. Радио је на реформи образовања и управљао одржавањем путева у Арканзасу, а супруга Хилари је водила успешан одбор за реформу градске здравствене заштите. Међутим, његов мандат је укључивао непопуларан порез на моторна возила и гнев грађана због бекства кубанских избеглица (из жичаре Мариел) заточених у Форт Чафеу 1980. Монро Шварцлоз, из Кингсленда у округу Кливленд, гласала је 31 проценат гласова против Клинтона на демократским губернаторским предизборима 1980. Неки су сугерисали да је Шварцлозова неочекивана излазност гласача наговестила Клинтонов пораз од републиканског изазивача Френка Д. Вајта на општим изборима те године. Као што се Клинтон једном нашалио, био је најмлађи бивши гувернер у историји нације.
Клинтон се придружио адвокатској канцеларији пријатеља Бруса Линдзија, Литл Рок, Рајт, Линдзи и Џенингс. Године 1982. други пут је изабран за гувернера и ту функцију је задржао десет година. На снази од избора 1986. године, Арканзас је променио свој губернаторски мандат са две на четири године. Током свог мандата помогао је у трансформацији економије Арканзаса и побољшао државни образовни систем. За старије грађане укинуо је порез на промет лекова и повећао ослобађање од пореза на имовину. Постао је водећа фигура међу Новим демократама, групом демократа која је заговарала реформу социјалне заштите, мању владу и друге политике које нису подржавали либерали. Формално организовани као Савет демократског руководства (ДЛЦ), Нове демократе су тврдиле да је у светлу убедљиве победе председника Роналда Регана 1984. године, Демократска партија морала да усвоји више центристички политички став да би успела на националном нивоу. Клинтон је дао демократски одговор на Реганово обраћање о стању у Унији из 1985. и био је председник Националног удружења гувернера од 1986. до 1987. године, доводећи га пред публику изван Арканзаса.
Почетком 1980-их, Клинтон је реформу образовног система у Арканзасу ставио као главни приоритет своје губернаторске администрације. Одбором за стандарде образовања у Арканзасу председавала је Клинтонова супруга Хилари, која је такође била адвокат, као и председник Корпорације за правне услуге. Комитет је трансформисао образовни систем Арканзаса. Предложене реформе укључивале су већу потрошњу за школе (подржано повећањем пореза на промет), боље могућности за надарену децу, стручно образовање, веће плате наставника, већу разноврсност курсева и обавезне испите за стручност наставника. Реформе су усвојене у септембру 1983. након што је Клинтон сазвао посебну законодавну седницу — најдужу у историји Арканзаса. Многи су ово сматрали највећим достигнућем Клинтонове гувернера. Победио је четири републиканска кандидата за гувернера: Лоуа (1978), Вајта (1982 и 1986), бизнисмена Џонсбороа Вудија Фримена (1984) и Шефилда Нелсона из Литл Рока (1990).
Такође током 1980-их, лични и пословни послови Клинтонових укључивали су трансакције које су постале основа истраге о контроверзи Вајтотера, која је касније пратила његову председничку администрацију. Након опсежне истраге током неколико година, против Клинтонових није подигнута оптужница у вези са годинама у Арканзасу.
Према неким изворима, Клинтон је био противник смртне казне у својим раним годинама, али је на крају променио положај. Колико год се раније осећао, до 1992. Клинтон је инсистирао да демократе „више не би требало да се осећају кривима што штите невине“. Током последњег Клинтоновог мандата на месту гувернера, Арканзас је извршио своја прва погубљења од 1964. (смртна казна је поново уведена 1976. године). Као гувернер, надгледао је прва четири погубљења која је извршила држава Арканзас откако је тамо поново уведена смртна казна 1976: једно електричном столицом и три смртоносном инјекцијом. Да би скренуо пажњу на свој став о смртној казни, Клинтон је одлетео кући у Арканзас усред кампање 1992. године, како би лично потврдио да ће контроверзно погубљење Рикија Реја Ректора ићи даље по плану.

### Председнички избори у Сједињеним Државама 1992
На првом примарном такмичењу, Клубу у Ајови, Клинтон је завршио на трећем месту иза сенатора Ајове Тома Харкина . Током кампање за предизборне изборе у Њу Хемпширу, појавили су се извештаји да је Клинтон био у ванбрачној вези са Џенифер Флауерс . Клинтон је далеко иза бившег сенатора Масачусетса Пола Цонгаса у анкетама у Њу Хемпширу. После Супербоула XXВИ, Клинтон и његова супруга Хилари су наставили 60 минута да одбију оптужбе. Њихово појављивање на телевизији представљало је прорачунати ризик, али је Клинтон повратио неколико делегата. Завршио је други иза Цонгаса на предизборима у Њу Хемпширу, али након лошег заостатка у анкетама и уласка на једноцифрену цифру од победе, медији су то видели као победу. Новинске куће су га означиле као "Дете повратка" јер је освојио чврсто друго место.
Освајање великих награда Флориде и Тексаса и многих јужњачких предизборних избора у Супер уторак дало је Клинтоновој значајно вођство делегата. Међутим, бивши гувернер Калифорније Џери Браун је бележио победе, а Клинтон још није победио у значајном такмичењу ван свог родног југа. Пошто није преостала већа јужна држава, Клинтон је циљаo Њујорк, који је имао много делегата. Остварио је убедљиву победу у Њујорку, чиме је изгубио имиџ регионалног кандидата. Након што је трансформисан у кандидата за консензус, обезбедио је номинацију Демократске странке, завршивши победом у матичној држави Џерија Брауна Калифорнији.
Током кампање повила су се питања сукоба интереса у вези са државним пословима и политички моћном адвокатском канцеларијом Росе, у којој је Хилари Родам Клинтон била партнер. Клинтон је тврдиo да су питања беспредметна јер су све трансакције са државом одузете пре него што се утврдила Хиларина чврста плата. Додатна забринутост је настала када је Бил Клинтон најавио да ће бирачи са Хилари добити два председника "по цени једног".
Клинтон је и даље био гувернер Арканзаса док је водио кампању за председника САД, а вратио се у своју матичну државу да види да ће Рики Реј Ректор бити погубљен. Након што је убио полицајца и цивила, Ректор је пуцао себи у главу, што је довело до, како су његови адвокати, стања у којем је и даље могао да прича, али није разумео идеју смрти. Према закону државе Арканзас и савезном закону, тешко ментално оштећени затвореник не може бити погубљен. Судови се нису сложили са тврдњом о тешком менталном оштећењу и дозволили су извршење. Клинтонов повратак у Арканзас на погубљење уоквирен је у чланку за The New York Times као могући политички потез да се супротстави оптужбама за „благе према злочину“.
Бушов рејтинг је био око 80 процената током Заливског рата, и описан је као непобедив. Када је Буш направио компромис са демократама како би покушао да смањи савезни дефицит, он је одбио обећање да неће повећавати порезе, што је наштетило његовом рејтингу. Клинтон је више пута осуђивао Буша због обећања које није испунио. До изборног времена, економија се погоршала и Буш је видео да је његов рејтинг опао на нешто више од 40 проценат. Коначно, конзервативце је раније уједињавао антикомунизам, али са завршетком Хладног рата, партији је недостајало питање уједињења. Када су Пат Бјукенен и Пет Робертсон говорили о хришћанским темама на Републиканској националној конвенцији — при чему је Буш критиковао демократе због тога што су Бога изоставили са своје платформе — многи умерени су били отуђени. Клинтон је тада указао на његов умерени, "нови демократa" статус гувернера Арканзаса, иако су неки на либералнијој страни странке остали сумњичави. Многе демократе које су подржавале Роналда Регана и Буша на претходним изборима пребациле су своју подршку на Клинтонa. Клинтон и његов потпредседник Ал Гор обишли су земљу током последњих недеља кампање, дајући подршку и обећавајући "нови почетак".
Дана 26. марта 1992, током демократског прикупљања средстава у председничкој кампањи, Роберт Рафски се суочио са тадашњим гувернером. Била Клинтона из Арканзаса и питао шта ће да уради у вези са АИДС-ом, на шта је Клинтон одговорио: „Осећам твој бол“. Телевизијска размена довела је до тога да је АИДС постао проблем на предсједничким изборима 1992. године. Дана 4. априла, тадашњи кандидат Клинтон се састао са члановима АЦТ УП- а и другим водећим заговорницима АИДС-а како би разговарали о свом програму борбе против АИДС-а и договорио се да одржи велики говор о политици АИДС-а, да људи са ХИВ-ом говоре о Демократској конвенцији и да потпишу АИДС План Уједињене акције у пет тачака.
Клинтон је победиo на председничким изборима 1992. (370 електорских гласова) против актуелног републиканца Џорџа Х. В. Буша (168 електорских гласова) и милијардера популисте Роса Пероа (нула електорских гласова), који су се кандидовали као независни на платформи која се фокусирала на домаћа питања. Бушов стрмоглави пад одобравања јавности био је значајан део Клинтоновог успеха. Победом Клинтонa на изборима окончана је дванаест година републиканске владавине Белом кућом и двадесет од претходне двадесет четири године. Избори су демократама дали пуну контролу над Конгресом Сједињених Држава, први пут када је једна странка контролисала и извршну и законодавну власт откако су демократе одржале 96. Конгрес Сједињених Држава током председавања Џимија Картера.
Према Сејмуру Мартину Липсету, избори 1992. имали су неколико јединствених карактеристика. Гласачи су сматрали да су економски услови гори него што јесу, што је наштетило Бушу. Редак догађај било је присуство јаког кандидата треће стране. Либерали су покренули реакцију против 12 година конзервативне Беле куће. Главни фактор је био то што је Клинтон ујединио своју странку и придобио низ хетерогених група.

## Председништво (1993–2001)
Клинтонов „трећи пут“ умереног либерализма изградио је фискално здравље нације и ставио нацију на чврсте темеље у иностранству усред глобализације и развоја антиамеричких терористичких организација.
Током свог председничког мандата, Клинтон се залагао за широк спектар закона и програма, од којих је већина усвојена у закон или спроведена од стране извршне власти. Његова политика, посебно Северноамерички споразум о слободној трговини и реформа социјалне заштите, приписују се центристичкој филозофији управљања Трећег пута. Његова политика фискалног конзервативизма помогла је да се смањи дефицит по питању буџета. Клинтон је председавао најдужим периодом мирнодопске економске експанзије у америчкој историји.
Буџетска канцеларија Конгреса пријавила је вишкове буџета од 69 долара милијарди у 1998, 126 долара милијарди у 1999. и 236 долара милијарди 2000. током последње три године Клинтоновог председника. Током година оствареног суфицита, бруто државни дуг је сваке године растао. На крају фискалне године (30. септембра) за сваку од година забележен је суфицит, америчка благајна је пријавила бруто дуг од 5.413 долара трилиона у 1997, 5,526 долара трилиона у 1998., 5.656 долара трилиона у 1999. и 5,674 долара трилиона у 2000. У истом периоду, Канцеларија за управљање и буџет пријавила је на крају године (31. децембар) бруто дуг од 5.369 долара трилиона у 1997, 5,478 долара трилиона у 1998., 5.606 долара у 1999. и 5.629 долара трилиона у 2000. На крају његовог председничког мандата, Клинтонови су се преселили у Old House Lane 15 у Цхаппакуа, Њујорк, како би задовољили услов пребивалишта да би његова супруга победила на изборима за америчког сенатора из Њујорка.

### Први мандат (1993–1997)
„Наша демократија мора бити не само предмет зависти света, већ и мотор наше сопствене обнове. Не постоји ништа лоше у Америци што се не може излечити оним што је исправно са Америком."
Након председничке транзиције, Клинтон је инаугурисан за 42. председника Сједињених Држава 20. јануара 1993. године. Клинтон је у то време биo физички исцрпљен и имаo је неискусно особље. Његов високи ниво подршке јавности опао је у првих неколико недеља, пошто је направио низ грешака. Његов први избор за државног тужиоца није јој платио порез на дадиље и био је приморан да се повуче. Из истог разлога се повукао и други именовани. Клинтон је више пута обећавао да ће охрабрити хомосексуалце у војној служби, упркос ономе што је знао да је снажно противљење војног руководства. Он је ипак покушао, и јавно су му се успротивили највиши генерали, а Конгрес је приморао на компромисну позицију „Не питај, не говори “ по којој би хомосексуалци могли да служе ако и само ако то држе у тајности. Осмислио је стимулативни пакет од 16 милијарди долара првенствено да би помогао програмима у центру града које су жељели либерали, али га је поразио републикански филибустер у Сенату. Његова популарност на 100 дана његовог мандата била је најнижа од свих председника у том тренутку.
Јавно мњење је подржало један либерални програм, а Клинтон је потписао Закон о породичном и медицинском одсуству из 1993. године, који је захтевао од великих послодаваца да дозволе запосленима да узму неплаћено одсуство због трудноће или озбиљног здравственог стања. Ова акција је имала двостраначку подршку, и била је популарна у јавности.
Два дана након преузимања дужности, 22. јануара 1993. — 20. годишњице одлуке Врховног суда САД у предмету Рое против. Вејд —Клинтон је поништиoограничења за домаће и међународне програме планирања породице која су наметнули Реган и Буш. Клинтон је рекао да абортус треба да буде „безбедан, легалан и реткост“ – слоган који је предложио политиколог Семјуел Л. Попкин и који је Клинтон први пут употребио у децембру 1991. током кампање. Током осам година Клинтонове администрације, стопа абортуса је опала за 18 процената.

#### Председничка кампања 1996
На председничким изборима 1996. године, Клинтон је поново изабран, добивши 49,2 одсто гласова у односу на републиканца Боба Дола (40,7 одсто гласова) и реформског кандидата Роса Пероа (8,4 одсто гласова). Клинтоно је добио 379 гласова електорског колеџа, док је Дол добио 159 електорских гласова. Својом победом постао је први демократа који је победио на два узастопна председничка избора од Френклина Д. Рузвелта.

### Други мандат (1997–2001)
У говору о стању у Унији у јануару 1997. Клинтон је предложио нову иницијативу да се обезбеди здравствено осигурање за до пет милиона деце. Сенатори Тед Кеннеди — демократа — и Орин Хач — републиканац — удружили су се са Хилари Родам Клинтон и њеним особљем 1997. и успели да донесу закон којим се формира Државни програм здравственог осигурања деце (СЦХИП), највећа (успешна) реформа здравствене заштите у годинама Клинтоновог председништва. Те године, Хилари Клинтон је кроз Конгрес провела Закон о усвајању и безбедним породицама, а две године касније успела је да помогне у усвајању Закона о независности хранитељства. Бил Клинтон је преговарао о усвајању Закона о балансираном буџету из 1997. од стране републиканског Конгреса. У октобру 1997. објавио је да добија слушне апарате, због губитка слуха који се приписује његовим годинама и времена које је провео као музичар у младости. Године 1999. потписао је Закон о модернизацији финансијских услуга, такође познат као Грам-Лич-Блилијев закон, који је укинуо део Глас-Стигаловог закона који је банци забрањивао да нуди читав низ инвестиционих, комерцијалних и услуге осигурања од његовог доношења 1933.

#### Оптужба и ослобађајућа пресуда
Након истраге Представничког дома, Клинтон је 19. децембра 1998. опозвао Представнички дом. Дом је гласао са 228–206 да га опозив због лажног исказа пред великом поротом и гласао је са 221–212 за опозив због ометања правде. Клинтон је био тек други председник САД (први је био Ендру Џонсон) који је опозван. Поступак опозива био је заснован на наводима да је Клинтон незаконито лагао и прикривао своју везу са 22-годишњом службеницом Беле куће (и касније у Министарству одбране) Моником Левински. Након што је Старов извештај поднет Представничком дому са, како је рекао, „значајним и веродостојним информацијама да је председник Клинтон починио дела која могу представљати основ за опозив“, Дом је започео саслушања о опозиву Клинтона пре избора на средини мандата. Да би одржио поступак опозива, републиканско руководство је сазвало седницу безвезе у децембру 1998.
Док су се саслушања у Одбору за правосуђе Представничког дома завршила директним гласањем, у Дому је била жива дебата. Две оптужбе усвојене у Дому (углавном уз подршку републиканаца, али и са неколико гласова демократа) биле су за кривоклетство и ометање правде. Оптужба за лажно сведочење произишла је из Клинтоновог сведочења пред великом поротом која је била сазвана да истражи лажно сведочење које је он можда починио током сведочења под заклетвом током Џоунс в. Клинтон, тужба Поле Џоунс за сексуално узнемиравање. Оптужба за опструкцију била је заснована на његовим радњама да прикрије своју везу са Левинским пре и после тог сведочења.
Сенат је касније Клинтона ослободио обе оптужбе. Сенат је одбио да се састане да одржи суђење за опозив пре истека старог мандата, па је суђење одложено до следећег Конгреса. Клинтона је заступала вашингтонска адвокатска фирма Williams and Connolly . Сенат је завршио двадесетједнодневно суђење 12. фебруара 1999. године, са 55 гласова невиних/45 кривих по оптужби за кривоклетство и 50 невиних/50 кривих по оптужби за ометање правде. Оба гласа нису испунила уставни услов двотрећинске већине за осуду и смену носиоца функције. Коначно гласање је углавном било по партијској линији, без демократа који су гласали кривим, а само шачица републиканаца није гласала.
Клинтону је 19. јануара 2001. суспендована лиценца за адвоката на пет година након што је он признао окружном суду у Арканзасу да је учествовао у понашању које је штетно за спровођење правде у случају Џонс.

### Војни и спољни послови

#### Босна и Херцеговина
1993. и 1994. године, Клинтон је вршио притисак на западноевропске лидере да усвоје снажну војну политику против босанских Срба током рата у Босни. Ова стратегија наишла је на оштро противљење Уједињених нација, НАТО савезника и републиканаца у Конгресу, што је навело Клинтонa да усвоји дипломатскији приступ. 1995. године, амерички и НАТО авиони бомбардовали су циљеве босанских Срба да би зауставили нападе на сигурне зоне УН-а и извршили притисак на њих да склопе мировни споразум који би окончао рат у Босни. Клинтон је послао америчке мировне снаге у Босну крајем 1995. године, како би подржао накнадни Дејтонски споразум.

#### Косово
Усред бруталног обрачуна са албанским сепаратистима у покрајини Косово од стране Савезне Републике Југославије, Клинтон је одобрио употребу америчких оружаних снага у кампањи НАТО бомбардовања Југославије 1999. године, под називом Операција Савезничке снаге. Наведени разлог за интервенцију је био да се заустави етничко чишћење (и оно што је Клинтонова администрација означила као геноцид) Албанаца од стране југословенских антигерилских војних јединица. Генерал Весли Кларк је био врховни савезнички командант НАТО-а и надгледао је мисију. Резолуцијом 1244 Савета безбедности Уједињених нација, кампања бомбардовања је завршена 10. јуна 1999. године. Резолуцијом је Косово стављено под управу УН-а и одобрено је распоређивање мировних снага у региону. НАТО је објавио да су сви његови војници преживели борбу, иако су двојица погинула у паду хеликоптера Апача. Новинари у популарној штампи критиковали су изјаве Клинтонове администрације о геноциду као лажне и умногоме преувеличане. Пре бомбардовања 24. марта 1999, процене су показале да је број цивила убијених у вишегодишњем сукобу на Косову био приближно 1.800, а критичари су тврдили да постоји мало или нимало доказа о геноциду. У послератној истрази, Организација за европску безбедност и сарадњу је приметила „обрасце протеривања и огроман пораст пљачки, убистава, силовања, киднаповања и пљачке након што је НАТО ваздушни рат почео 24. марта“. Врховни суд Косова под надзором УН- а је 2001. године пресудио да се геноцид (намера да се уништи један народ) није догодио, али је признао „систематску кампању терора, укључујући убиства, силовања, паљевине и тешка малтретирања“ са намером да се насилни одлазак албанског становништва. Термин „етничко чишћење“ коришћен је као алтернатива „геноциду“ да означи не само етнички мотивисано убиство, већ и расељавање, иако критичари тврде да нема велике разлике. Слободан Милошевић, председник Југославије у време злочина, на крају је изведен пред Међународним кривичним судом за бившу Југославију у Хагу по оптужбама које укључују злочине против човечности и ратне злочине због његове улоге у рату. Преминуо је 2006. године, пре завршетка суђења.

## Оптужбе о сексуалном нападу и недоличном понашању
Неколико жена је јавно оптужило Била Клинтона за сексуално злостављање, укључујући силовање, узнемиравање и сексуални напад. Поред тога, неки коментатори су окарактерисали Клинтонову сексуалну везу са бившом приправницом Беле куће Моником Левински као грабежљиву или без сагласности, упркос чињеници да је Левински у то време ту везу назвала споразумном. Ове оптужбе су поново размотрене и добиле више веродостојности 2018. године, у светлу покрета #МеТоо, при чему многи коментатори и демократски лидери сада кажу да је Клинтон требао да буде приморан да поднесе оставку након афере Левински.
Паула Џонс је 1994. покренула тужбу за сексуално узнемиравање против Клинтонове, тврдећи да је направио нежељени напредак према њој 1991. године; Клинтон је негирао оптужбе. У априлу 1998. године, судија Сузан Вебер Рајт је првобитно одбацила случај на основу тога што није имао правну основу. Џонс је уложио жалбу на одлуку Вебера Рајта, а њена тужба је добила на снази након што је Клинтон признао да је имао аферу са Моником Левински у августу 1998. Године 1998. адвокати Пауле Јонес објавили су судске документе у којима се наводи образац сексуалног узнемиравања од стране Клинтонове када је био гувернер Арканзаса. Роберт С. Бенет, главни Клинтонов адвокат за случај, назвао је поднесак „гомила лажи“ и „организованом кампањом оцрњивања председника Сједињених Држава“ коју финансирају Клинтонови политички непријатељи. Клинтон је касније пристао на вансудско поравнање и платила Џонсу 850.000 долара. Бенет је рекао да је председник склопио нагодбу само да би могао да оконча тужбу заувек и настави са својим животом. Током изношења доказа за тужбу Јонеса, која је одржана у Белој кући, Клинтон је негирао да је имао сексуалне односе са Моником Левински – порицање које је постало основа за оптужбу за опозив за кривоклетство.
Кетлин Вили је 1998. године навела да ју је Клинтон опипао у ходнику 1993. године. Независни адвокат је утврдио да је Вили дао "лажне информације" ФБИ, што није у складу са сведочењем под заклетвом у вези са тврдњом Џонса. Дана 19. марта 1998, Џулије Хиат Стеле, Вилијева пријатељица, објавила је изјаву под заклетвом, оптужујући бившу помоћницу Беле куће да је тражила од ње да лаже како би потврдила исказ госпође Вили да ју је Клинтон сексуално пипкао у Овалној канцеларији. Покушај Кенета Стара да кривично гони Стила због давања лажних изјава и ометања правде завршио се погрешним суђењем, а Стар је одбио да тражи поновно суђење након што је Стил тражио истрагу против бившег независног тужиоца за недолично понашање тужиоца. Сведочење велике пороте Линде Трип такође се разликовало од Вилијевих тврдњи у вези са неприкладним сексуалним нападима.
Такође 1998. године, Хуанита Бродрик је навела да ју је Клинтон силовао у пролеће 1978. године, иако је рекла да се не сећа тачног датума. Да би поткрепила своју оптужбу, Броддрик напомиње да је 1978. рекла више сведока да ју је силовао Клинтон, што ови сведоци такође наводе у интервјуима за штампу. Бродрик је раније дао изјаву под заклетвом у којој је порицао било какве "непожељне сексуалне нападе", а касније је то порицање поновио дајући изјаву под заклетвом. У интервјуу за НБЦ из 1998. у којем је детаљно описала наводно силовање, Бродрик је рекла да је негирала (под заклетвом) да је била силована само да би избјегла јавно свједочити о искушењу.
Скандал Левински је имао трајни утицај на Клинтонову заоставштину, након његовог опозива 1998. У светлу покрета #МеТоо (који је осветлио распрострањеност сексуалног напада и узнемиравања, посебно на радном месту), разни коментатори и демократски политички лидери, као и сама Левински, поново су размотрили свој став да је афера Левински била консензуално, и уместо тога је окарактерисао као злоупотребу моћи или узнемиравање, у светлу разлике у моћи између председника и 22-годишњег приправника. Клинтона су 2018. у неколико интервјуа питали да ли је требало да поднесе оставку и рекао је да је донео исправну одлуку што није поднео оставку. Током избора за Конгрес 2018. године, The New York Times је навео да је то што нема демократског кандидата за функцију тражећи од Клинтонове да води кампању са њима била промена која се приписује ревидираном разумевању скандала Левински. Међутим, бивша привремена председавајућа ДНЦ- а Дона Бразиле раније је позвала Клинтона у новембру 2017. да води кампању током међуизбора 2018, упркос недавним критикама америчке сенаторке из Њујорка Кирстен Џилибранд на рачун скандала Левински.

### Наводне афере
Клинтон је признао да је имао ванбрачне везе са певачицом Џенифер Флауерс и Моником Левински. Глумица Елизабет Грејсен, победница Мис Арканзаса Сели Пердју и Доли Кајл Браунинг све су тврдиле да су имале афере са Клинтоном током његовог времена као гувернера Арканзаса. Браунинг је касније тужио Клинтона, Бруса Линдзија, Роберта С. Бенета и Џејн Мајер, наводећи да су се умешали у заверу како би покушали да јој спрече објављивање књиге засноване на њеној вези са Клинтоном и покушали да га оклеветају. Међутим, Браунингова тужба је одбачена.

## После председништва (2001–данас)
Бил Клинтон је наставио да буде активан у јавном животу откако је напустио функцију 2001. године, држећи говоре, прикупљајући средства и оснивајући добротворне организације, и говорио је у ударном термину на свакој демократској националној конвенцији.

### Председнички избори 2016. и после
Током председничких избора 2016, Клинтон је поново охрабрио бираче да подрже Хилари, и појавио се говорећи у траговима кампање. У серији твитова, тадашњи изабрани председник Доналд Трамп критиковао је његову способност да натера људе да гласају. Клинтон је био члан изборнох колегијума државе Њујорк. Он је гласао за демократску карту коју чине његова супруга Хилари и њен кандидат Тим Кејн.
Клинтон се 7. септембра 2017. године удружила са бившим председницима Џимијем Картером, Џорџом Х. В. Бушом, Џорџом В. Бушом и Бараком Обамом у сарадњи са One America Appeal-ом да помогне жртвама урагана Харви и Ирма у заједницама на обали Мексичког залива и Тексасу.
Године 2020. Клинтон је поново био члан Изборног колеџа Сједињених Држава из Њујорка, дајући свој глас за успешну демократску листу Џоа Бајдена и Камале Харис.

### Забринутост за здравље после председника
У септембру 2004. Клинтон је подвргнут операцији четвороструког бајпаса. У марту 2005. поново је оперисан, овог пута због делимично колапса плућа. 11. фебруара 2010. хитно је превезен у болницу на Менхетну након што се жалио на болове у грудима, а у срце су му уграђена два коронарна стента. Након ове процедуре, Клинтон је усвојио биљну исхрану (веган) коју су препоручили доктори Дин Орниш и Колдвел Еселстин. Међутим, од тада је укључио рибу и немасне протеине на предлог Марка Хајмана, заговорника псеудонаучног етоса функционалне медицине. Као резултат тога, он више није строг веган.
У октобру 2021, Клинтон је лечен од сепсе на Универзитету Калифорније, у медицинском центру Ирвине.
У децембру 2022, Клинтон је био позитиван на КОВИД-19.

## Лични живот
Са 10 година крштен је у Баптистичкој цркви Парк Плејс у Хот Спрингсу у Арканзасу и остао је члан баптистичке цркве. Године 2007. промовисао је организацију New Baptist Covenant за социјалну правду, коју је основао баптистички ђакон Џими Картер.
Дана 11. октобра 1975. у Фајетвилу, Арканзас, оженио се Хилари Родам, коју је упознао док је студирао на Универзитету Јејл. Имали су Челси Клинтон, своје једино дете, 27. фебруара 1980. Он је деда по мајци Челсијево троје деце.